# بيت مطليب
بیت مطليب (ملاثاني) (بالفارسية: بیت‌مطلیب) هي قرية تقع في إيران في قسم ملاثاني الريفي. يقدر عدد سكانها بـ 103 نسمة بحسب إحصاء 2016.